# Neolimnus superlaminatus
Neolimnus superlaminatus är en insektsart som beskrevs av Dlabola 1977. Neolimnus superlaminatus ingår i släktet Neolimnus och familjen dvärgstritar. Inga underarter finns listade i Catalogue of Life.